# Paranathrix
Paranathrix är ett släkte av steklar. Paranathrix ingår i familjen sköldlussteklar.
Kladogram enligt Catalogue of Life:
| Paranathrix | \| \| Paranathrix acanthococci \| \| \| \| \| \| Paranathrix tachikawai \| \| \| \| |
|             | \| \| Paranathrix acanthococci \| \| \| \| \| \| Paranathrix tachikawai \| \| \| \| |
|             | Paranathrix acanthococci                                                            |
|             |                                                                                     |
|             | Paranathrix tachikawai                                                              |
|             |                                                                                     |